# Sigmogloea tremelloidea
Sigmogloea tremelloidea är en svampart som beskrevs av Bandoni & J.C. Krug 2000. Sigmogloea tremelloidea ingår i släktet Sigmogloea, ordningen gelésvampar, klassen Tremellomycetes, divisionen basidiesvampar och riket svampar.   Inga underarter finns listade i Catalogue of Life.